# Tolnaodes
Tolnaodes é um gênero de traça pertencente à família Arctiidae.